# Cecilia (naam)

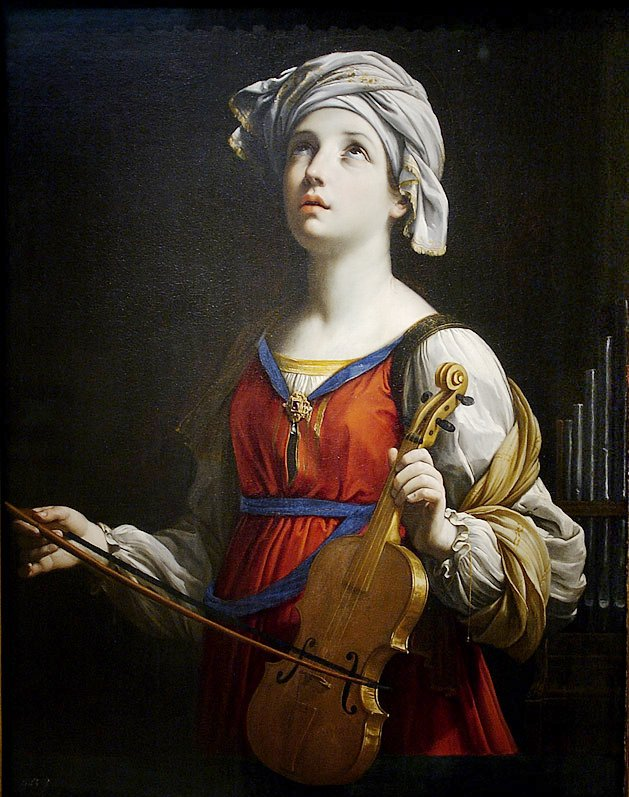
De Romeinse martelares Caecilia.

Cecilia is een meisjesnaam die teruggaat op de Romeinse martelares Caecilia, wat "blinde" betekent. Ze is de patrones van de muzikanten, vandaar de talloze muziekconcours, fanfares, koren en harmonieën "St-Cecilia".
Varianten: Celie, Cécile (Frans), Cecile, Cecilia, Ceciel, Ciel, Cielke, Cieltje. In het Engels is Cecil ook een jongensnaam.

## Bekende naamdraagsters
- Cecilia Bartoli, een Italiaanse mezzosopraan
- Cecilia Cavendish-Bentinck, gravin van Strathmore en Kinghorne
- Celie Dehaene, echtgenote van Jean-Luc Dehaene
- Cécile de France, een Belgische actrice
- Cecile Sinclair, Nederlands model
- Céline Dion, Canadese zangeres